# Rhinoderma
Rhinoderma – rodzaj płazów bezogonowych z rodziny gardłorodowate (Rhinodermatidae).

## Zasięg występowania
Rodzaj obejmuje gatunki występujące w lasach umiarkowanych południowego Chile i przyległej Argentyny.

## Systematyka

### Etymologia
- Rhinoderma: gr. ῥις rhis, ῥινος rhinos „nos, pysk”; δερμα derma, δερματος dermatos „skóra”[2].
- Heminectes: gr. ἡμι- hēmi- „pół-, mały”, od ἡμισυς hēmisus „połowa”[5]; νηκτος nēktos, νηκτον nēkton „pływający”[6]. Gatunek typowy: Heminectes rufus Philippi, 1902.

### Podział systematyczny
Do rodzaju należą następujące gatunki:
- Rhinoderma darwinii A.M.C. Duméril & Bibron, 1841 – gardłoród Darwina[7]
- Rhinoderma rufum (Philippi, 1902)